# Marco Hausiku

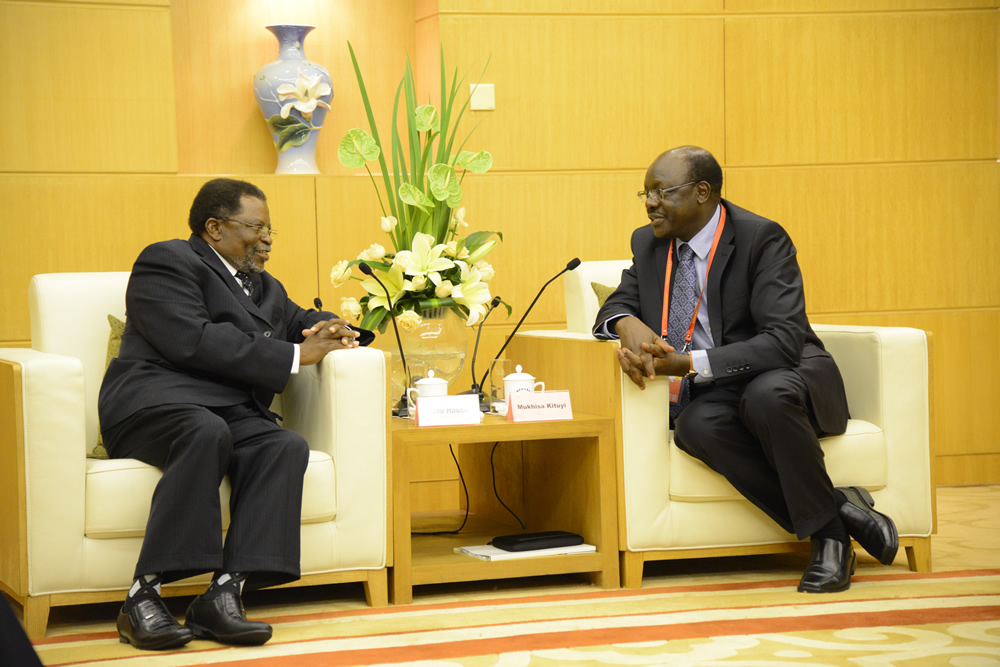
Marco Hausiku (po lewej) w 2013 roku

Marco Mukoso Hausiku (ur. 25 listopada 1953, zm. 26 sierpnia 2021) – namibijski polityk, w latach 2010–2015 wicepremier Namibii. Wcześniej, w latach 2004–2010, piastował stanowisko ministra spraw zagranicznych. W 2017 roku został wybrany na zastępcę sekretarza generalnego Partii SWAPO na 6. zjeździe tej partii.

## Życie i kariera
Hausiku urodził się 25 listopada 1953 roku w Kapako, w regionie Okawango (obecnie Okawango Zachodnie). Tuż przed uzyskaniem niepodległości Namibii był delegatem SWAPO w Zgromadzeniu Konstytucyjnym, które obradowało od listopada 1989 r. do marca 1990 r.. Od 1990 r. zasiadał w Zgromadzeniu Narodowym Namibii.
Pełnił funkcję ministra ds. gruntów, przesiedleń i rehabilitacji (1990–1992), ministra robót publicznych, transportu i komunikacji (1992–1995) oraz ministra ds. więziennictwa i służby penitencjarnej (1995–2002).
27 sierpnia 2002 r. objął stanowisko ministra pracy, a 27 maja 2004 r. został mianowany ministrem spraw zagranicznych przez prezydenta Sama Nujomę. Jego nominacja nastąpiła po odwołaniu poprzedniego ministra, Hidipo Hamutenya, w wyniku wewnętrznego sporu w SWAPO dotyczącego wyboru kandydata na prezydenta.
Hausiku uzyskał 16. największą liczbę głosów – 345 – w wyborach do komitetu centralnego SWAPO na kongresie partii w sierpniu 2002 r. Od stycznia 2008 r. był sekretarzem ds. stosunków zewnętrznych SWAPO. 
W obliczu nacisków na wprowadzenie nowych twarzy do Zgromadzenia Narodowego Hausiku zdecydował się nie ubiegać o miejsce na liście SWAPO w wyborach w 2014 r. Po opuszczeniu parlamentu został mianowany rektorem Szkoły Partyjnej Swapo, którą otwarto w maju 2016 r. Miał pełnić funkcję tymczasowego rektora w pierwszym roku istnienia szkoły.  

## Śmierć
Zmarł 26 sierpnia 2021 r. w wieku 68 lat podczas pandemii COVID-19 w Namibii w wyniku powikłań po COVID-19. Został pochowany 11 września na Heroes' Acre pod Windhoek. 